# Plintsbergs naturreservat
Plintsbergs naturreservat är ett kommunalt naturreservat i Leksands kommun i Dalarnas län.
Området är naturskyddat sedan 2020 och är 25 hektar stort. Reservatet ligger sydost om Tällberg, strax sydväst om Plintsberg på berget Pintsbergs västsluttning Det består av lövskogsrik granskog.